# Platges d'El Pomar, Cerrón i La Olla
Les platges del Pomar, Cerrón i La Olla són tres platges que es troben al concejo asturià de Cudillero i pertanyen a la localitat de Rellayo.

## Morfologia i entorn
Les seves formes són gairebé idèntiques, en forma de petxina, i són tres pedrers. Es troben en un entorn rural i la seua perillositat és alta. Els seus jaços són pràcticament mancats de sorra i el seu accés, a vaig peu, és d'un km aproximadament i difícil de realitzar raó per la qual cal prendre les precaucions necessàries. L'ocupació és molt escassa i la urbanització entorn d'elles és molt baixa. està inclosa en la Costa Occidental d'Astúries.

## Accessos
Per accedir a aquestes platges cal localitzar els pobles més propers que són Artedo i Lamuño. Són tres cales que solament es diferencien quan la mar està a mitja marea. L'entrada és la mateixa que a la Platja de la Petxina de Artedo, senyalitzada convenientment en la N 634 i una vegada presa aquesta sortida, després d'una corba al principi de la carretera s'observa una petita pista amb direcció al nord, on hi ha una gran arbreda. Al final d'ella hi ha un petitíssim eixample on solament pot donar la volta un cotxe. Les platges no tenen cap servei però els seus paisatges i sendes són de gran bellesa. Com a activitats relativament recomanables, pel tema de l'accés, són la pesca submarina i la recreativa a canya.